# Titularbistum Aela
Aela (ital.: Ela) ist ein Titularbistum der römisch-katholischen Kirche.
Es geht zurück auf einen untergegangenen Bischofssitz in der heutigen Stadt Aqaba (oder Akaba) in Jordanien. Der Bischof von Aela war ein Suffraganbischof des Metropoliten von Petra in Palaestina. 
| Titularbischöfe von Aela |                                                           |                                                                                |                   |                   |
| Nr.                      | Name                                                      | Amt                                                                            | von               | bis               |
| 1                        | Charles-Marie-Félix de Gorostarzu MEP                     | Apostolischer Vikar von Yünnanfu (Chinesisches Kaiserreich und Republik China) | 10. Dezember 1907 | 27. März 1933     |
| 2                        | Alois Hudal                                               |                                                                                | 1. Juni 1933      | 13. Mai 1963      |
| 3                        | Joseph-Marie Trinh Van-Can Titularerzbischof pro hac vice | Koadjutorerzbischof von Hanoi (Vietnam)                                        | 2. Juni 1963      | 27. November 1978 |